# Cham (film 1980)
Cham – polski film telewizyjny, który swoją premierę miał w 1980 roku. Film jest adaptacją powieści Elizy Orzeszkowej o tym samym tytule.

## Główne role
- Piotr Szczepanik (Paweł Kobycki),
- Monika Niemczyk (Franka, żona Pawła),
- Barbara Rachwalska (Awdacja),
- Helena Kowalczykowa (Marcela),
- Halina Wyrodek (Ula, siostra Pawła),
- Franciszek Trzeciak (Filip, mąż Uli),
- Jan Pietrzak (uriadnik),
- Bogdan Bentyn (Daniłko, brat Filipa),
- Marian Dziędziel (Aleksy),
- Grześ Gawryluk (Oktawian, syn Franki)
- Bogdan Bentyn (Daniłko, brat Filipa)

## Nagrody i wyróżnienia
- 1980 – Jacek Petrycki Olsztyn (Festiwal Polskiej Twórczości Telewizyjnej) – nagroda Wydziału Radia i Telewizji UŚ nagroda dla młodego twórcy za zdjęcia do filmu
- 1980 – Helena Kowalczykowa Olsztyn (Festiwal Polskiej Twórczości Telewizyjnej) – nagroda jury za rolę drugoplanową